# داوو
داوو هي بلدة ريفية موريتانية تقع في مقاطعة مقامة الواقعة في جنوب منطقة كوركول في موريتانيا.

## الموقع
تقع بلدة داوو في مقاطعة مقامة الواقعة في جنوب منطقة كوركول في موريتانيا، وتبلغ مساحتها 252 كيلومتر مربع، ويحدها من جهة الشمال بلدية بيلكيت ليتامة، ويحدها من جهة الغرب بلدية دولول سيفي، ويحدها من جهة الشرق بلدية تولل وبلدية مقامة وبلدية والي جاتانغ، بينما يحدها من جهة الحنوب نهر السنغال الذي يُشكّل حدود البلدة مع السنغال.

## السكان
شهدت بلدة داوو نموًّا سكانيًّا ملحوظًا خلال القرن الحادي والعشرين، حيث ارتفع عدد سكان البلدة من 5199 نسمة في عام 2000، إلى 7050 نسمة في عام 2013 بمُعدل نمو سنوي بلغ 2.5٪ على مدى 13 عامًا.

## التاريخ
تأسست بلدة داوو بموجب المرسوم الصادر في 20 أكتوبر عام 1987 بشأن تأسيس البلديات الموريتانية. ويشغل عبد الكريم مودي منصب عمدة بلدة داوو في الوقت الحالي.

## الاقتصاد
تُشكل الزراعة النشاط الاقتصادي الرئيسي لسكان بلدة داوو مثلهم في ذلك مثل سكان جميع البلدات الموريتانية الموجودة في المنطقة تقريبًا. ومع ذلك فلا يزال اقتصاد البلدة متواضعًا وهش بسبب ما يواجهه من عقبات تُعرقل محاولات تنميته، ولا سيما الظروف المناخية أو قلة الإمكانيات المتوفرة للمزارعين. وفي سبيل للتغلب على هذه المعوقات، قامت الحكومة الموريتانية بالتعاون مع المنظمات غير الحكومية المختلفة لتمويل عدد من المشاريع التي تُساعد على تحسين الظروف المعيشية لسكان البلدة.